# 波尔特茹瓦 (厄尔省)
波尔特茹瓦（法語：Porte-Joie）是法国厄尔省的一个市镇，属于莱桑代利区（Les Andelys）瓦德勒伊县（Val-de-Reuil）。该市镇总面积5.91平方公里，2009年时的人口为119人。

## 人口
波尔特茹瓦人口变化图示